# XPIDER
XPIDER (engl. extended spider „erweiterte Spinne“) ist ein Webcrawler, der von der Deutsche Börse AG entwickelt wurde. XPIDER kann selbständig Informationen sammeln und anhand vom Benutzer festgelegter Kriterien auswerten. Die genaue Funktionsweise von XPIDER ist nicht bekannt. Ein besonderes Merkmal von XPIDER ist die Lernfähigkeit. Hierdurch ist es möglich, nicht nur automatisiert zu suchen, sondern auch über die Zeit die Relevanz der Suchergebnisse evolutionär zu verbessern.

## Einsatz durch Behörden
XPIDER wird seit dem Jahr 2003 vom deutschen Bundeszentralamt für Steuern (BZSt) verwendet, um in Internet-Auktionshäusern (wie z. B. Ebay) sowie anderen Online-Marktplätzen steuerpflichtige Unternehmern zu finden, die steuerlich nicht registriert sind, um diese Daten anschließend an die zuständigen Landesbehörden weiterzugeben.
Im November 2006 kritisierte der Bundesrechnungshof, dass der Einsatz von XPIDER bis dato „nicht wesentlich dazu beigetragen habe, wirksam Personen zu identifizieren, die den Finanzbehörden Umsätze und Gewinne aus im Internet angebotenen Waren und Dienstleistungen verschwiegen haben“. Viele der gesammelten Daten waren laut Bundesrechnungshof „nicht schlüssig“ und von manchen Landesbehörden mangels organisatorische und personeller Voraussetzungen nicht nutzbar. Der Bundesrechnungshof betrachtete in seinem Bericht jedoch nur den Zeitraum kurz nach der Einführung des XPIDERs im Jahr 2003.
Zwischen Februar 2006 und Januar 2008 überprüfte der XPIDER täglich durchschnittlich 100.000 Internetseiten, um Online-Verkäufern auf die Spur zu kommen, die Steuern hinterziehen könnten.
Im Rahmen der amtlichen Lebensmittelüberwachung wird XPIDER genutzt, um Onlinehändler zu identifizieren, die ihrer Verpflichtung zur Registrierung als Lebensmittelunternehmer nicht nachgekommen sind. Koordiniert wird diese Aufgabe durch die am Bundesamt für Verbraucherschutz (BVL) eingerichtete gemeinsame Zentralstelle „Kontrolle der im Internet gehandelten Erzeugnisse des LFGB und Tabakerzeugnisse“ (G@ZIELT). Das BVL erhält die von Bundeszentralamt für Steuern mittels XPIDER ermittelten Daten und übergibt sie in aufbereiteter Form an die zuständigen Landesbehörden.

## Nicht realisierte Anwendungen
Im November 2013 wurde durch die Medien bekannt, dass bei der Bundesagentur für Arbeit erwogen wurde, Empfänger von Hartz-IV-Leistungen hinsichtlich des Verkaufes von Waren über das Internet mittels XPIDER zu überwachen.